# Clearfield (Utah)
Clearfield ist eine Stadt im Davis County des US-Bundesstaates Utah. Die Stadt ist Teil des Großraums Ogden-Clearfield. Bei Clearfield befindet sich die Hill Air Force Base. Das U.S. Census Bureau hat bei der Volkszählung 2020 eine Einwohnerzahl von 31.909 ermittelt.

## Geschichte
Clearfield war eine der letzten Gemeinden, die im nördlichen Teil von Davis County besiedelt wurde (1877). Jäger und indianische Krieger bewohnten dieses Land, bevor die ersten Weißen sich hier niederließen. Sie bezeichneten es als das Land des Windes und des Sandes. Erst die Ankunft der Eisenbahn erweckte die Gegend 1869 und modernisierte die verschlafene Siedlung Sand Ridge, als die sie einst bekannt war, bis der Name später in Clearfield geändert wurde. Die Gemeindegründung erfolgte 1922 und in den 1940er beschleunigte sich das Wachstum der Stadt durch die Errichtung der Hill Air Force Base. 1946 wurde Clearfield schließlich zu einer Stadt erhoben.

## Demografie
Nach einer Schätzung von 2019 leben in Clearfield 32.118 Menschen. Die Bevölkerung teilt sich auf in 71,8 % nicht-hispanische Weiße, 2,4 % Afroamerikaner, 1,4 % indianischer Abstammung, 1,9 % Asiaten, 1,3 % Ozeanier, 0,4 % Sonstige und 2,8 % mit zwei oder mehr Ethnizitäten. Hispanics machten 19,8 % der Bevölkerung aus. Das mittlere Haushaltseinkommen lag 2017 bei 63.238 US-Dollar und die Armutsquote bei 9,7 %.
| Jahr | Einwohner¹ |
| ---- | ---------- |
| 1950 | 4.723      |
| 1960 | 8.833      |
| 1970 | 8.833      |
| 1980 | 17.982     |
| 1990 | 17.982     |
| 2000 | 25.974     |
| 2010 | 30.122     |
| 2020 | 31.909     |

¹ 1950 – 2020: Volkszählungsergebnisse